# Вормс, Жюль
Жюль Вормс (фр. Jules Worms; 16 декабря 1832, Париж — 25 ноября 1924, Париж) — французский художник натуралистического направления, рисовальщик и живописец, книжный иллюстратор.

## Биография
Жюль Вормс родился в еврейской семье парижских лавочников, в 1849 году в возрасте семнадцати лет поступил в Школу изящных искусств, где учился у Жана-Адольфа Лафосса. Дебютировал в Парижском салоне 1859 года. Вормс наиболее известен изображениями бытового жанра с сюжетами из испанской жизни, часто комичными, представленными в предельно натуралистичной манере со множеством бытовых деталей.
В начале 1860-х годов Вормс совершил свою первую поездку в Испанию, где был сразу же очарован испанской культурой и обычаями. Вормс осуществил шесть длительных поездок между 1860—1861 и 1882 годами, много путешествуя и собирая эскизы и костюмы для будущих картин в Париже. В 1871 году он провёл шесть месяцев в Гранаде с каталонской художницей Марией Фортуни, с которой познакомился в Париже.
Его картина «Модный романс», выставленная в салоне 1868 года, была приобретена французским государством. Сейчас она находится в коллекции Музея Орсе и экспонируется в Люксембургском дворце в Париже.
В 1876 году Вормс был удостоен звания рыцаря ордена Почётного легиона. В 1883 году он стал членом Общества французских художников.
Вормс создавал иллюстрации для книг, продолжал выставлять картины в Парижском салоне до 1890-х годов. Его иллюстрированные мемуары о путешествиях в Испанию (Souvenirs d’Espagne, impressions de voyages et croquis) были опубликованы в 1906 году. Он продолжал рисовать и писать по крайней мере до Первой мировой войны, и его картины хорошо продавались. Жюль Вормс умер в Париже в возрасте 91 года 25 ноября 1924 года.

## Галерея

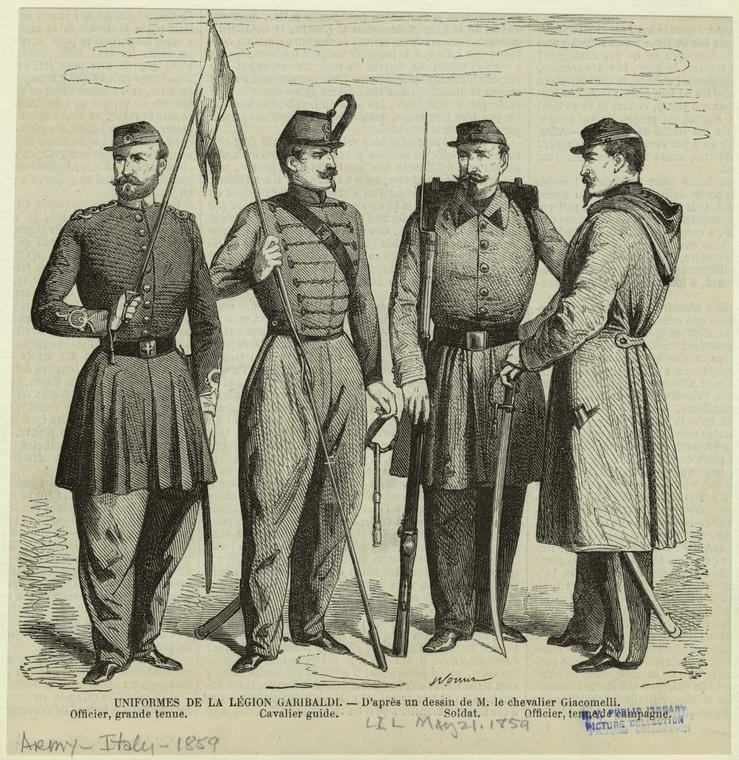
Униформа легиона Гарибальди. 1859. Фотогравюра
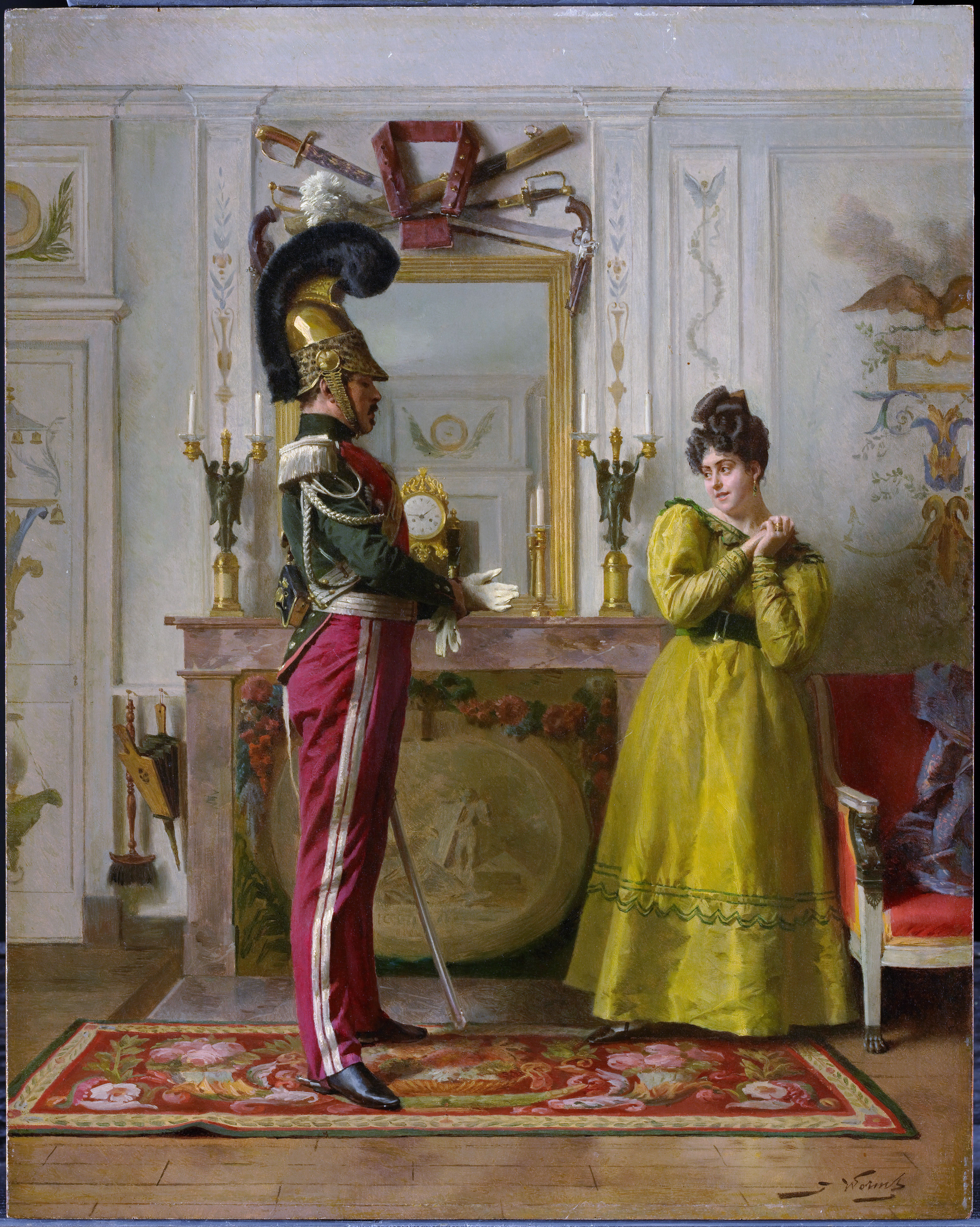
Отправление на парад. 1876. Дерево, масло. Институт искусств Стерлинга и Франсин Кларк, Уильямстаун, Массачусетс, США
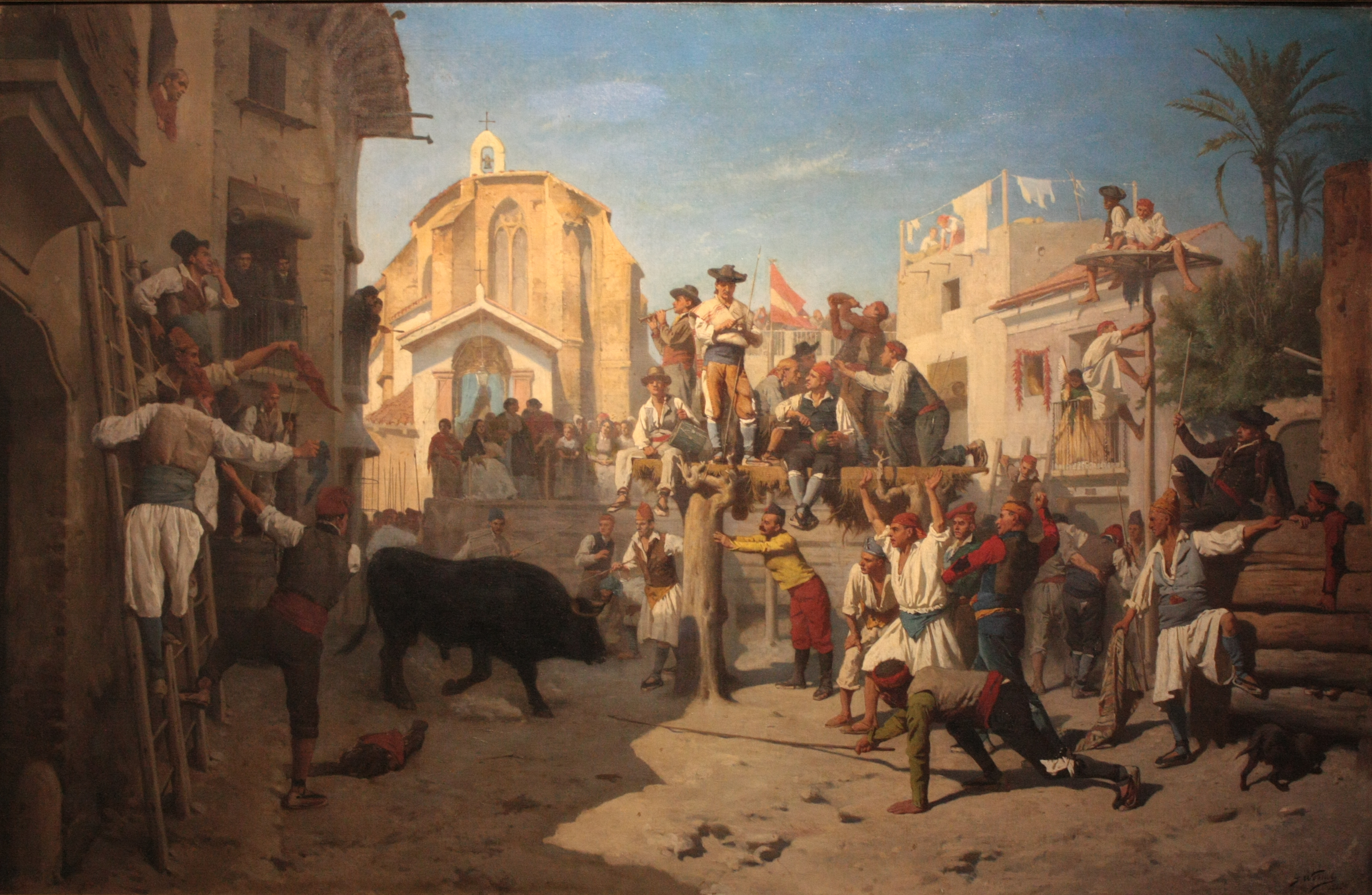
Новильяда в провинции Валенсия. 1866. Холст, масло. Музей изящных искусств, По, Аквитания, Франция
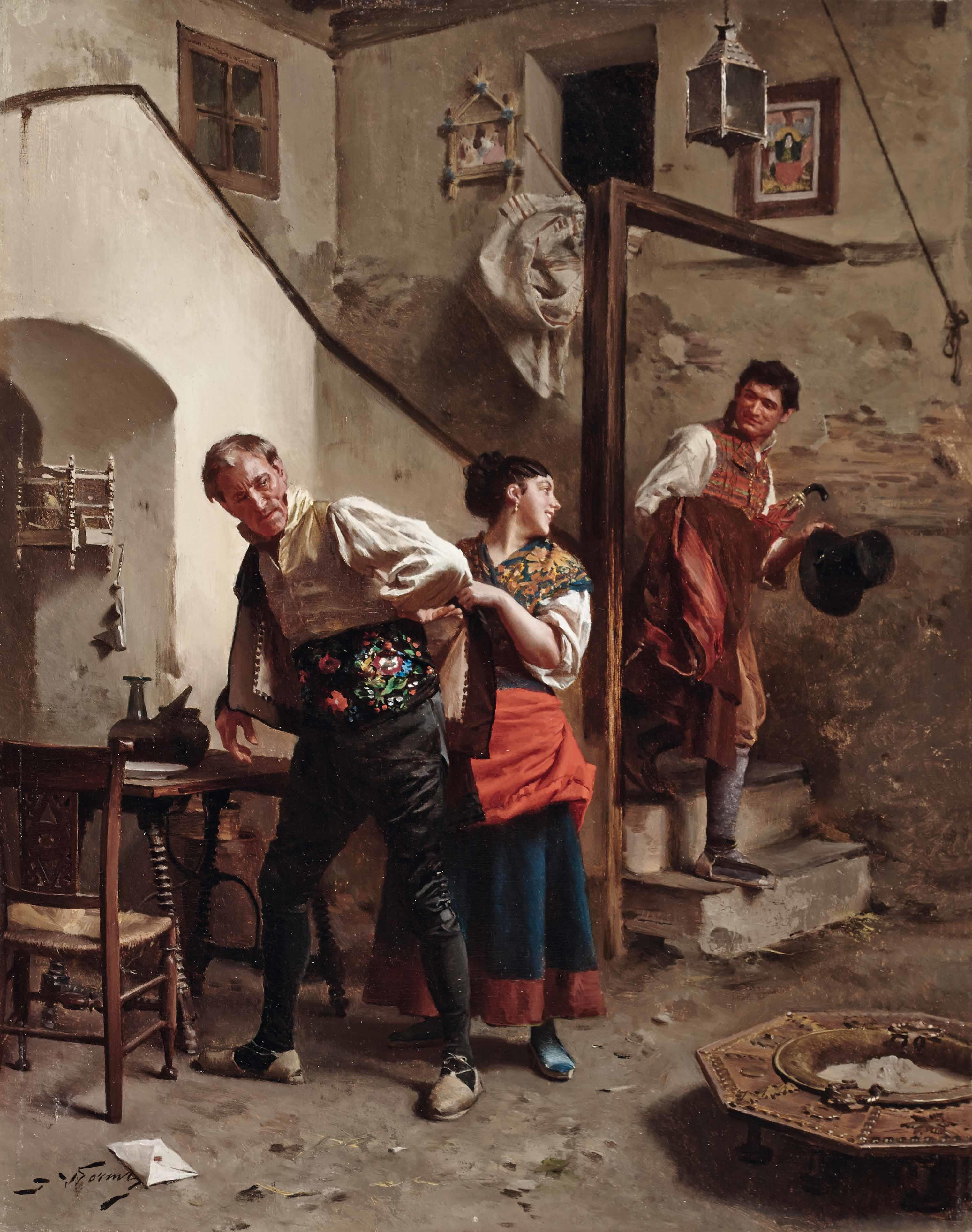
Выход Мастера. Ок. 1914. Дерево, масло. Частное собрание
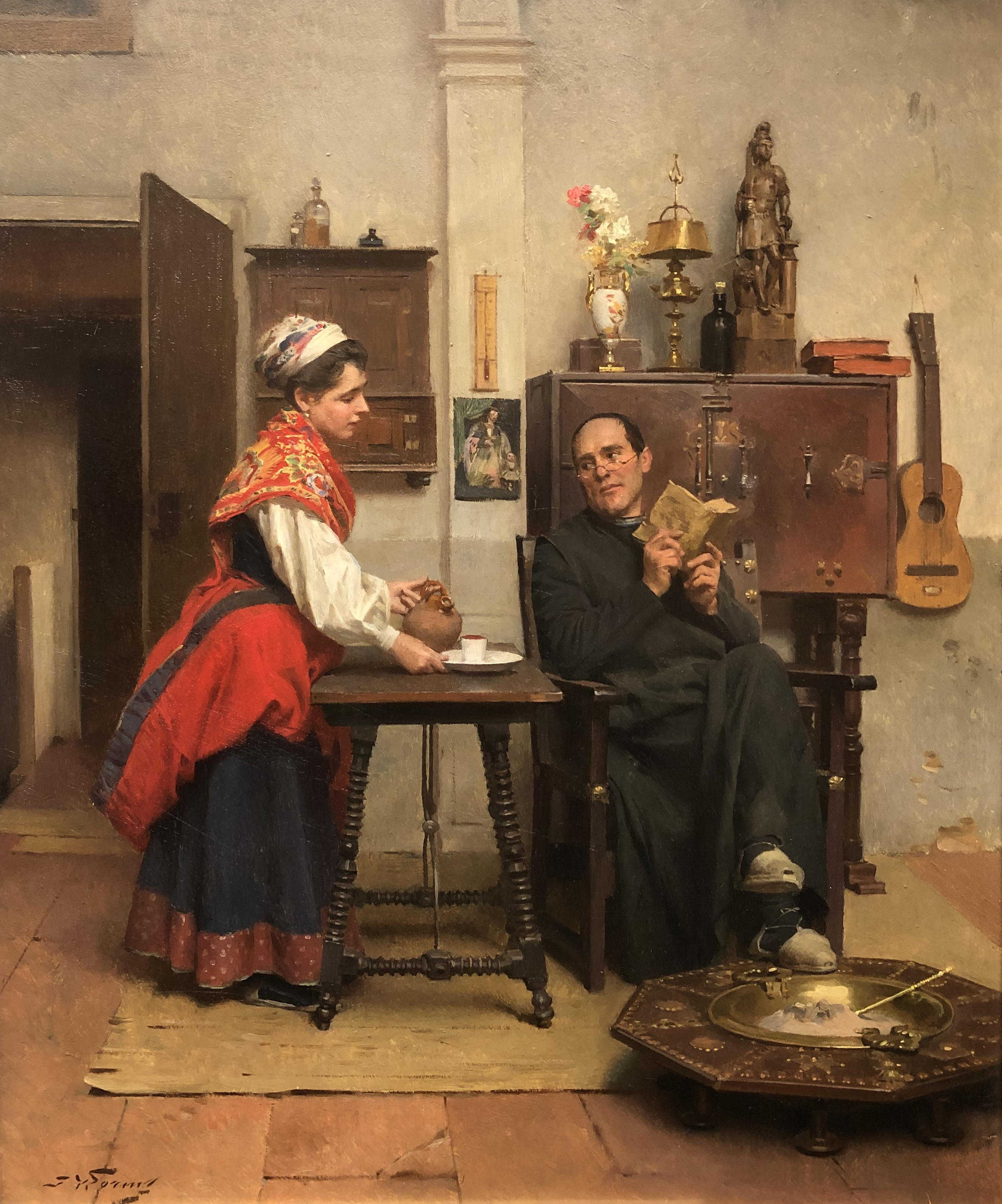
Красная шаль. Дерево, масло. Музей Хэггин, Стоктон, США
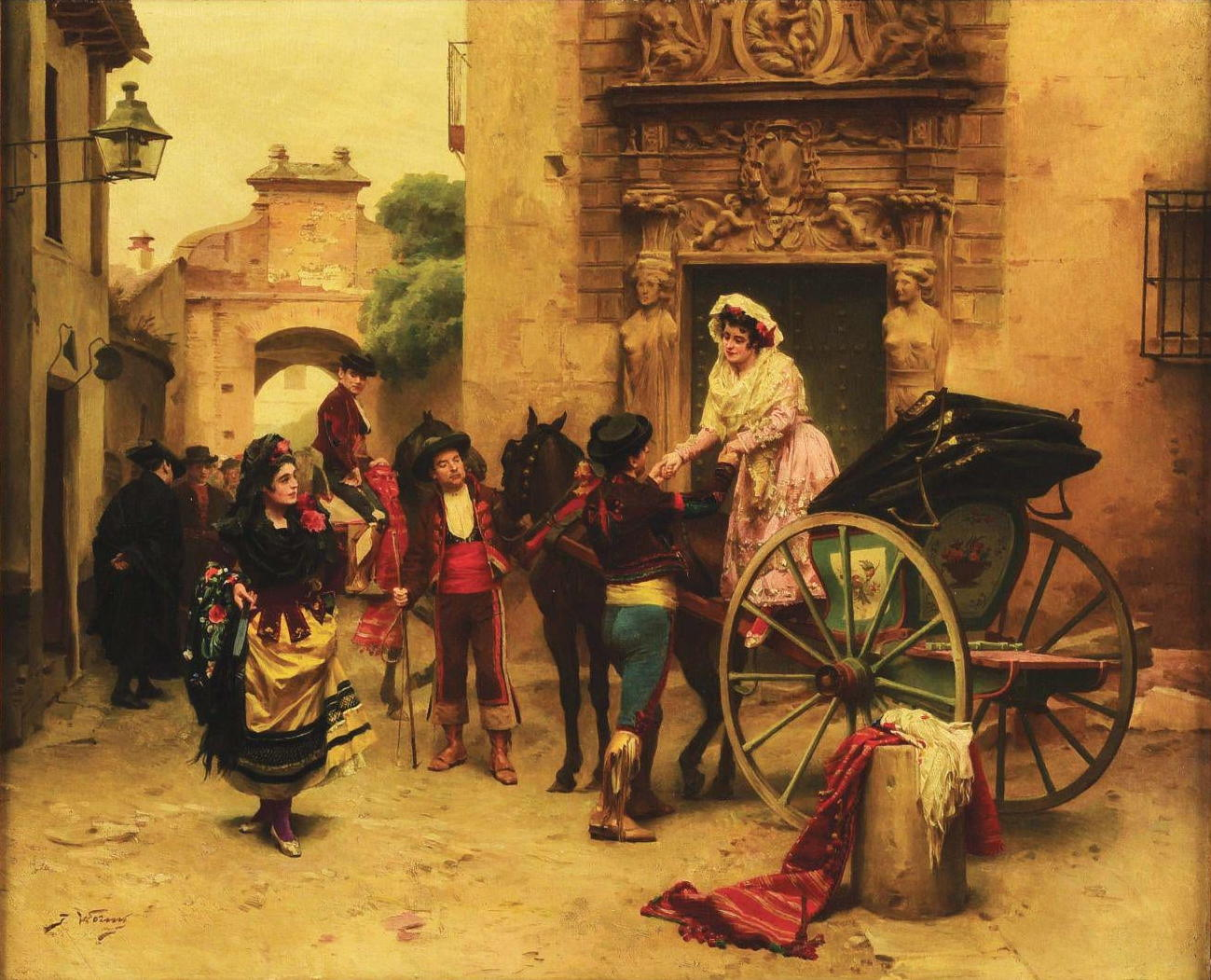
Испанская сцена. До 1924. Частное собрание